# 靖難の変
靖難の変（せいなんのへん）は、明朝初期に燕王朱棣が甥にあたる建文帝に対して起こした政変、内乱。1399年7月にはじまり、華北を舞台に1402年まで続いた。朱棣が勝利し、即位して永楽帝となった。

## 経緯

### 事前の経緯
元末期の混乱を勝ち抜いて明を建てた洪武帝（朱元璋）は北伐軍を起こして元をモンゴル高原に追い落とし（北元）、南京に都を置いた。そして洪武帝は長子朱標を皇太子とし、次子以下の男子を各地の王として北元に対する守りとした。その中で北の北平（元の旧都大都）に封ぜられたのが洪武帝の第四子朱棣（後の永楽帝）である。朱棣は北元との戦いで功績を挙げて父から高く評価されていた。それと並行して洪武帝は有力な部下に背かれることを恐れて挙兵以来の功臣たちを次々と粛清していく。洪武25年（1392年）に皇太子朱標が病死、朱標の息子朱允炆（後の建文帝）を皇太孫に立てた。幼い孫に後継者が代わったことで不安になった洪武帝は更に粛清を加速させて功臣たちをほぼ全滅に追いこんだ。なお朱標が死んだ時に洪武帝は朱棣を後継とすることを企図したが、群臣に反対されて諦めたという。
洪武31年（1398年）、洪武帝が崩御。朱允炆が即位する（建文帝）。建文帝は皇太孫に選ばれた年に太常寺卿黄子澄を召して燕王ら諸王に対してどう対処するべきかを問い、黄子澄は呉楚七国の乱を例に挙げて、政府軍が出動すれば諸王の軍など問題にならないという楽観論を唱えた。建文帝を輔弼したのが黄子澄・兵部尚書斉泰・翰林院侍講方孝孺らで、この内の黄子澄・斉泰によって削藩、すなわち諸王を排除する政策が行われた。
建文帝ら南京政府の第一目標は当然燕王朱棣であったが、まず燕王の同母弟である周王朱橚を捕えて庶人に落とし、連座して斉王・岷王・代王・湘王も処分した。そして政府は燕王に対する圧力を内外から加えていった。都督宋忠を北平の北にある開平に駐屯させ、燕王配下の精鋭たちを宋忠の下に引き抜いた。さらに燕王府の長史葛誠を取り込み、スパイとすることに成功した。この情勢の中で建文元年に自ら南京に赴いた燕王を、戸部侍郎の卓敬はこの機会に捕えようと上奏するが、建文帝に退けられた。燕王は北平に帰還したものの、政府によって逮捕された配下から不利な証言をされてしまう。これに対して燕王は狂ったふりをして難を逃れようとしたが、擬態であることが露見して失敗した。

### 靖難の変
進退窮まった燕王はついに南京政府に対しての挙兵を決断する。挙兵の会議の際に、急に風雨が強まって王宮の瓦が吹き飛ぶということが起きた。いざこれからという時に起きた不吉な出来事に燕王府の面々は動揺するものの燕王の腹心の一人道衍（俗名姚広孝）は「これは吉祥である。飛龍が天に登る時に起きた風によって瓦が落ちたのです。瓦は黄色いものに取り替えれば良いでしょう。」（龍・黄色い瓦は共に皇帝の象徴）と述べて周りを勇気づけた。決起の挙に出たのは建文元年七月のことである。この時、燕王の手元にあった兵力はわずか800。これを張玉と朱能に分けて預け、政府軍の将軍張昺と謝貴を誘殺し、裏切り者の葛誠も殺した。将を失った政府軍は燕王軍に敵せず、北平城は完全に燕王軍の手に落ちた。
挙兵に当たり、燕王（以下朱棣と言い換える）は建文帝に対して上書して「建文帝に対する謀反ではなく、君側の奸である黄子澄と斉泰を討って朝廷を清めることを目的としている」と述べた。麾下の軍に対しても同じような訓戒を行い、軍を奉天靖難軍（天を奉じて、難を靖（しず）めるの意味）と称した。ここからこの戦争を靖難の役と称する。
北平を制圧した朱棣は世子高熾（後の洪熙帝）を北平に残し、次男朱高煦・三男朱高燧を連れて出撃。通州・薊州・居庸関・懐来・遵化・永平など北平周辺の要地をわずか20日たらずの間に占拠した。対して南京政府は数少ない太祖時代の生き残り家臣耿炳文に30万の軍を預けて討伐に向かわせた。しかし進発の際に建文帝は兵士たちに対して「叔父殺しの不名誉を朕に与えることがないように注意せよ」と訓戒した。この言葉が兵士たちの士気を低下させたであろうことは想像に難くない。
耿炳文率いる軍は真定（現河北省正定県）に到着し、ここで軍を3つに分けてその一つ9000の部隊を雄県へと移動させた。朱棣は奇襲を仕掛けてこの部隊を打ち破り、さらに真定城に迫って包囲するものの耿炳文も体勢を立て直して守備に当たったので朱棣軍も引き上げた。戦況はまだまだこれからという状態だったのだが、動揺した建文帝は耿炳文を解任、李景隆を後任とした。李景隆は洪武帝時代の功臣李文忠の息子であったが、父と違い能力にも人格にも疑問符が付けられていた。李景隆のことを良く知っていた朱棣はこの報を聞いて大いに喜んだという。李景隆は50万と号する大軍を率いて北平城を包囲するも11月に朱棣軍に散々に打ち破られて大量の軍資を置いて徳州まで撤退した。
勢いに乗る朱棣は建文帝に再び上書して黄子澄と斉泰を非難した。これを受けた建文帝は両者を解任し、茹瑺を後任に据えた。建文帝としては朱棣が名指しで批判する両者を解任すれば朱棣が矛を収めると思っていたのかもしれないが、それは明らかな誤りであった。翌建文二年（1400年）に李景隆が勝手に和議を申し入れたが、朱棣はこれを突っぱねた。朱棣の目標は黄子澄らの排除ではなく皇帝の位にあったのである。その後、黄子澄と斉泰が一時的に復帰するが建文三年（1401年）閏3月以降は方孝孺が総指揮を執ることとなる。
建文2年（1400年）、朱棣軍は李景隆軍を蔚州と大同で打ち破る。冬が明けて4月、官軍も南京から徐輝祖（徐達の長男）率いる援軍が合流し、総勢60万、100万と号する大軍を北上させ白溝河にて相まみえた。戦いは当初平安・瞿能らの勇戦により政府軍が優勢に進めたが、後半に燕王軍が盛り返し、瞿能は敗死、李景隆は南方の済南に逃亡、官軍の武器や食料はことごとく燕王軍の手に落ちた。李景隆はさらに南方に逃れたが、山東参政の鉄鉉が斉南城を3カ月に渡って死守。軍に疲れを見た朱棣は北平にて留守を守っていた道衍からの勧めを受けて北平へと帰還するが、鉄鉉の追撃により大きな被害を受けて、滄州・徳州を奪還された。
この敗戦により李景隆は解任。鉄鉉は兵部尚書に昇進、軍の指揮は鉄鉉の配下にいた盛庸が執ることとなった。一度北平に戻った朱棣は兵を整えてから10月に軍を動かして滄州を奪還。さらに12月に東昌にて双方の主力同士が激突した（東昌の会戦）。戦いは当初は朱棣軍優勢であったが、盛庸の策により朱棣が敵軍に包囲される。朱能と張玉の奮戦により朱棣は脱出するものの張玉は戦死。朱棣軍全体でも1万の損害を出して、挙兵以来初めてとなる大敗北を喫した。意気消沈した朱棣だが、徐々に立ち直り翌建文3年（1401年）3月に再び出兵、滹沱河で盛庸と交戦して勝利。翌月閏3月には藁城で平安・呉傑率いる官軍6万を打ち破ると言う大勝利を収めた。この後で、政府側は黄子澄らを退けて朱棣との和議が模索されたが、朱棣はこれを拒否。その後、小競り合いが続いたが全体の戦況は膠着していた。
12月、建文帝の側にいた宦官が朱棣側に通じて南京の守備が薄いことを報告してきた。ここまで2年以上に渡る戦いを続けてきたが、戦況は芳しくない。このまま続けてもジリ貧だと見た朱棣はここで乾坤一擲の大博打に出る。全軍を持って長駆南京をつくことを目的として軍を進発させたのである。明けて建文4年（1402年）1月に滹沱河で再び官軍を撃破、途中の城には目もくれずに南下した。そのまま南下して徐州に進み、そこから宿州に入って3月にここで平安率いる政府軍と激突。戦況は不利に進み、食料も欠乏してしまう。朱棣軍は奇襲をかけるがこれも失敗。軍の士気は低下し北へ撤退することも検討されたが朱能の励ましにより再び決戦を挑む。ここで朱棣は次男の朱高煦を伏兵として配置し、これにより政府軍を打ち破ることに成功する。
破れた政府軍は霊璧に逃げてここで防衛を図るが、偶然と幸運も重なって朱棣軍の大勝に終わる。この勝利で戦いの趨勢は完全に朱棣側に決し、それまで洞ヶ峠を決め込んでいた各地の守備軍も争って朱棣の元に駆けつけた。この結果を聞いた黄子澄は「大勢は決した。万死を持ってしても国を誤らせた罪はつぐなえない」と嘆いた。
勢いを増した朱棣軍は5月、泗州から揚州城を制圧。動揺した政府は朱棣の従姉にあたる慶成郡主を使者として和議を持ちかけたが、朱棣は拒絶した。6月に入り長江を渡った朱棣軍は鎮江を占領。東進して南京に迫る。南京守備軍は朱棣軍に敵せず、金川門を守備していた李景隆は自ら門を開いて降伏し、最後まで抵抗したのは徐輝祖のみであった。
門が破れたことを知った建文帝は自ら宮殿に火を放って果てた。なお建文帝については生存説もある（詳しくは建文帝#生存説を参照）。

### 事後
永楽帝は黄子澄・斉泰・方孝孺ら50数名を「奸臣榜」という名簿に入れ、これを随時処刑していった。黄子澄・斉泰は捕らえられて処刑され、一族の男子もほとんど全てが殺される。妻や姉妹など女性たちは教坊司という所に入れられて妓女とされた。方孝孺に対しては当初は懐柔して永楽帝即位の詔を書かせるつもりでいたのだが、方孝孺はこれに「燕賊簒位」（燕の賊が皇帝の位を簒奪した）の四文字で答えた。激怒した永楽帝は彼の一族・門弟を捕らえては牢獄の方孝孺の眼の前で処刑した。弟も処刑され、妻・子供たちは自殺。方孝孺自身も黄子澄・斉泰と同じ日に処刑された。連座して処刑された者は873名に上り、流刑などは数しれず。この方孝孺に対する処置は通常の九族（父族4母族3妻族2）に加えて友人・門生までも殺されたので「滅十族」と呼ばれる。
これら一連の粛清は壬午殉難と呼ばれる。また壬午殉難の内の一つ御史大夫景清の永楽帝暗殺未遂事件に際して行われた処刑は景清および一族を皆殺しにしたにとどまらず、景清の知人・友人をも処刑。さらに景清の郷里の者たちの財産の没収にまで及び、景清の郷里は廃墟と化した。これを当時の人達は「瓜蔓抄」（芋づる式に皆殺し）と呼んで恐れた。
一方で永楽帝にいち早く忠誠を誓った者は許されて登用された。南京の城門を開けて降伏した李景隆は曹国公とされて後の実録編纂時に総責任者となっている。また茹瑺は南京陥落の際すぐに永楽帝に即位するように勧め（この時は永楽帝は断った）忠誠伯との号を与えられ、李景隆と共に実録編纂に携わった。それ以外にも長きに渡って朝廷を支えた楊士奇・楊栄・楊溥のいわゆる三楊や、夏原吉・蹇義などもこの時の投降組である。ただ採用されたとはいえ永楽帝は彼らを心から信頼はせず、永楽帝の政治は道衍ら永楽帝に近しい者たちによって決定された。
建文帝を殺して帝位に就いた永楽帝は、簒奪の事実を糊塗するために建文帝の存在を歴史から抹殺しようとした。これを「革除」と言う。まず建文4年を洪武35年と呼び替え、翌年（1403年）を永楽元年とした。そして建文帝は正統の皇帝としての資格を剥奪される。これ以後長きに渡って建文帝の存在は認められなかったが、200年ほど後の万暦23年（1595年）に建文の元号が復活し、更に明の後を受けた清乾隆帝の乾隆元年（1736年）にようやく明の正統皇帝として認められた。

## その他の影響

### 明朝宗室の待遇の変化
朱棣は皇帝となった後、建文4年6月18日に周王朱橚・斉王朱榑の爵位を回復した。その後、代王朱桂・岷王朱楩の爵位も回復した。永楽元年正月、周王・斉王・代王・岷王の四王を復帰させた。
6月26日には朱標の廟号である興宗を取り消して懿文太子とし、呂太后も懿文太子妃とした。
7月12日、建文帝の三人の弟をそれまでの王位から郡王に降格した。さらに11月には彼らが建文帝を止められなかったという理由で、朱允熥と朱允熞は庶民に落とされ、鳳陽に軟禁された。朱允熙は間もなく亡くなった。建文帝の次男の朱文圭も「建庶人」とされて鳳陽広安宮に軟禁され、55年後に朱允熥と一緒に英宗によって釈放された。
朱棣は建文帝の削藩に反対して挙兵したので、諸王の支持を得るため、即位後にはすぐに削られた藩王を回復させた。さらに褒賞として、宗室の品級を上げる制度改定を行った。洪武年間の規定では鎮国将軍（郡王の子）は三品、輔国将軍は四品、奉国将軍は五品、鎮国中尉は六品、輔国中尉七品、奉国中尉八品だった。しかし永楽帝はこれに加算して、「鎮國將軍從一品，輔國將軍從二品，奉國將軍從三品，鎮國中尉從四品，輔國中尉從五品，奉國中尉從六品」とした。
一方で、永楽帝は自分で武力で政権を奪取したことに鑑み、政権の安定のため、辺境の王は順次、内地へと改封し、それから諸王の兵権を削減していった。永楽元年に代王の護衛と官員を削った。永楽4年には斉王の護衛と官員を削り、ほどなくして廃して庶民とした。永楽6年に岷王の護衛と官員を削った。永楽10年に遼王の護衛を削った。永楽15年に谷王を廃して庶民とした。永楽19年に周王は情勢を見て、自ら護衛を返納した，洪武帝の時代に13人いた兵権を持つ親王のうち、永楽帝は6人の兵権を削った。これとあわせて、靖難の役の功臣には大封を与え、多くの経験を持つ武官を手元に確保することで、中央政権を強化し、中央と諸藩との軍事的な勢力比を根本的に変えた。
こうして永楽帝は建文帝の目的だったことを実現したが、目先の問題を解決しただけだった。永楽帝の次男の漢王朱高煦と三男の趙王朱高燧は依然として護衛を有していた。そして宣徳元年の朱高煦の乱は、親王が兵を持つ危険性を再度証明した。乱を平定した宣徳帝は、その威信でもって大部分の藩王たちに護衛を手放させ、宗室を統制下に置いた。以後、宗室と中央政権との矛盾点は、軍事的な緊張関係から、大量に増加した俸禄による財政圧力に変化していった。

### 北京遷都と大寧割譲
洪武年間、明の北方防衛は、（朱棣や朱権のような）辺王たちに多くを負っていた。靖難の変の後、永楽帝はその辺王たちを内地に移したが、その結果、華北の守りが手薄になった。唐朝の「守外虚内」、宋朝の「守内虚外」の教訓があったことを鑑みても、金陵（南京）を首都にして、遠方に置いた将領に辺境の守りを任せるというのは危険だった。「天子守国門」は問題を解決できる。また、南京では建文帝に従っていた勢力の影響が大きい（建文帝の遺臣は永楽帝の統治に不満を抱いていた）という別の問題もあった。政治的に判断すれば、朱棣の大本営であった北平は京師（首都）に適していた。また、もともとのモンゴルの軍事的な脅威も無視できない問題だった。これらを考慮した結果、永楽帝は北京遷都を決定した。
永楽元年（1403年）2月、朱棣は北平を北京と改め、順天府と命名した。その後、各地の富民を北京へと移した。北京は行在と称した。永楽年間、北京への遷都事業は継続された。北京城が建てられ、宮殿が建てられ、運河を通して交通が整備された。永楽18年（1420年）になって、北京皇宫と北京城が完成し、ついに遷都が宣言され、以後、南京は「留都」となった。これ以後、1928年から1949年まで国民政府が南京を首都とした以外は、北京が中国の首都となり、政治の中心は北へと移った。
朱棣は靖難の初期に大寧衛の全軍（朶顔三衛を含む）を麾下に納めていた。朶顔三衛はその後の作戦に重要な働きをなした。そこで朱棣は即位後に、寧王を南昌に封じ、永楽元年3月には大寧衛を朶顔三衛の功績への褒賞として与えた。
大寧衛は遼・蒙・冀、つまり現在の遼寧省・内モンゴル自治区・河北省の交点にあたり、遼東鎮～薊州鎮～宣府鎮と弓形に連なる地域の中心で、軍事的には相当に重要だった。洪武13年（1380年）に回復され、衛所が設立されていたが、ここで廃止された。大寧衛は遼東鎮・薊州鎮・宣府鎮などを防衛するための前哨拠点であり影響は大きかった。大寧衛の喪失により、関内から遼東に行くには、山海関を通って錦州に行くしかなくなった。この後、（特に、土木の変の後）、薊州・遼東での戦いは絶たなかった。正統年間の土木の変と嘉靖年間の庚戌の変ではモンゴル人勢力が大寧から侵攻してきた。それがゆえに大寧の割譲は、後世からは否定的な評価がなされることが多かった。

### 内閣の設立、特務機関、宦官の重用
政務を効率的に処理するために、洪武35年（1402年）8月の初め、朱棣は解縉・黄淮を文淵閣とし機務に参画させた。その後、内閣は7人まで拡充された。これが内閣制度の開始であり、明朝の政治で大きな役割を果たすようになり、清朝でもこの制度を踏襲した。
また、朱棣は造反して帝となったため、大臣に対しては大いに疑心を持っていた。そこで、洪武年間に廃止されていた錦衣衛を復活させ、特務機関の活動を再開させた。その指揮者に任じられた紀綱は、永楽帝時代における大物の権奸となった。永楽帝はさらに永楽十八年には東廠を設立して、信頼している太監（宦官）を指揮者とした。これは特務による支配を強めるとともに、宦官の地位も高めた。明代においては、特務機関の優越がほぼ一貫しており、大きな特徴となっている。
靖難の変に際して、朱棣は宦官から多くの援助を受けたため、太祖が定めた宦官の執政禁止を即位後に変更し、宦官を重用するようになった。結果として、明朝では大航海を行った鄭和のような著名かつ有能な宦官も出たが、一方で司礼監や東廠のような宦官が権力を握る部局の地位が高くなり、地方の軍権における鎮守太監や採辦（皇室の物資の購入）の監督など、重要な職務も宦官が担当するようになり（必ずしも永楽帝時代に設置されたものばかりではなかったが）、これは後世の国の禍の種となった。

### 地方経済への影響
靖難の変による戦乱は華北と華東の全域に広がり、繰り返された戦いによって淮河以北の経済は壊滅的な打撃を受けた。即位後に永楽帝は、河北、河南、山東などの戦場となった省の税を減免して、民力の回復に努めた。

### 文化
永楽帝は建文帝に忠誠を貫いた大臣達を誅殺したほか、建文帝およびそれに殉じた臣下たちの一切の書や著作の焼却を命じた。それらの作品を私蔵する者があれば殺害した。これによって、方孝孺の著作である「周礼考次」「大易枝辞」「帝王基命録」「文統」なども焼却された。

## 評価
兵力、物量のいずれにおいても燕王軍を凌いでいた明軍が燕軍に敗れ、永楽帝のクーデターが成功した理由として、皇帝側には洪武帝時代のたび重なる粛清で有能な将軍が少なかったためと言われる。燕王側は北方のモンゴルに対する防備に従事していた精鋭軍で、軍師の姚広孝、丘福・朱能・張玉や、永楽帝の次男の朱高煦といった有能な武将や参謀と評価される人材が揃っていた。これに対し、建文帝には側近の斉泰や黄子澄のほか、李景隆（李文忠の子）や方孝孺といった文官しかいなかった。また、建文帝の温和な性格や永楽帝の軍事的資質も指摘される。